# Enyalios

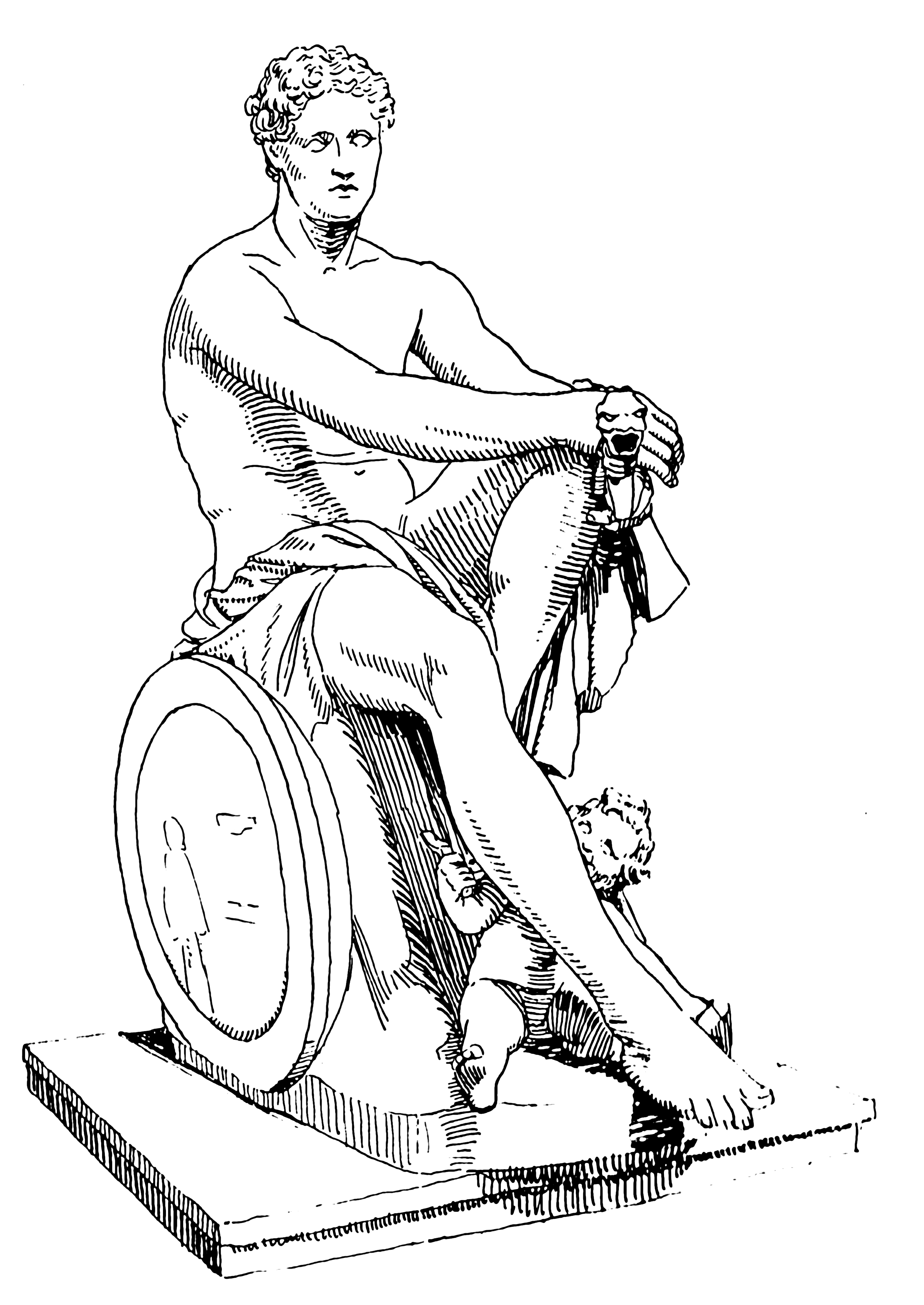
Ares-Enyalios wird oft mit seinen Symbolen Schwert, Helm und Schild dargestellt. Darstellungen von Enyalios als eigenständige Gottheit sind nicht bekannt.

Enyalios (altgriechisch Ἐνυάλιος Enyálios, deutsch ‚der Kriegerische‘, lateinisch Enyalius) ist in der griechischen Mythologie in der Regel ein Beiname des Ares, er kommt aber auch als eigenständige Gottheit vor.

## Beschreibung
Er wird als Gott des Kampfes oder auch als Gott des Schwertes bezeichnet. Nach Erzählungen ist er der Sohn von Ares und Aphrodite und so Bruder von Eros und sein wichtigster Begleiter. Eine andere Darstellung lautet, dass Enyalios bei einer kurzen Beziehung mit dem hübschen Mädchen Aleithina, die Ares verflossen war, herausgekommen ist. Er wird als sehr hübsch, allerdings auch als sehr grausam und kaltblütig dargestellt, ihm werden ebenfalls viele Verflossene nachgesagt, jedoch hatte er keine Nachkommen. Enyalos ist der Zwilling von Enyo und der Bruder der vielen Kinder von Ares und Aphrodite – so ist er Deimos und Phobos sehr verbunden. Oft wird er in einer Rüstung dargestellt, denn er hat den kriegerischen Teil seines Vaters geerbt. Seine Schönheit, die vielmehr die wilde Kraft und den mit ihm in Verbindung gebrachten Sadismus verschönigt und auch verbirgt, wird als ein Erbteil seiner Mutter angesehen.
Bei Mykene entdeckte man ein Enyalios-Heiligtum, das im 7. Jahrhundert v. Chr. gegründet wurde und wahrscheinlich bis ins 2. Jahrhundert v. Chr. in Betrieb war. Auch in Argos gab es ein Enyalios-Heiligtum wie eine Inschrift auf einer Bronzetafel zeigt. Enyalios wurden vor allem Waffen, Rüstungen, Helme und Schilde geopfert.

## Enyalios in der Primärliteratur
In der Komödie Der Frieden von Aristophanes wird Enyalios kurz als eigenständiger Dämon des Krieges in der siebten Szene des ersten Aktes genannt.

„Trygäos: (indem er den Göttern, die er nennt, die Spenden ausgießt)

Dem Hermes und den Chariten,

Den Horen und der Kypris und dem Eros dies!

Der Chor: Und Ares - ?

Trygäos: Nein!

Der Chor: Auch Enyalios nicht?

Trygäos: O nein!“